# Elof Lindälvs gymnasium

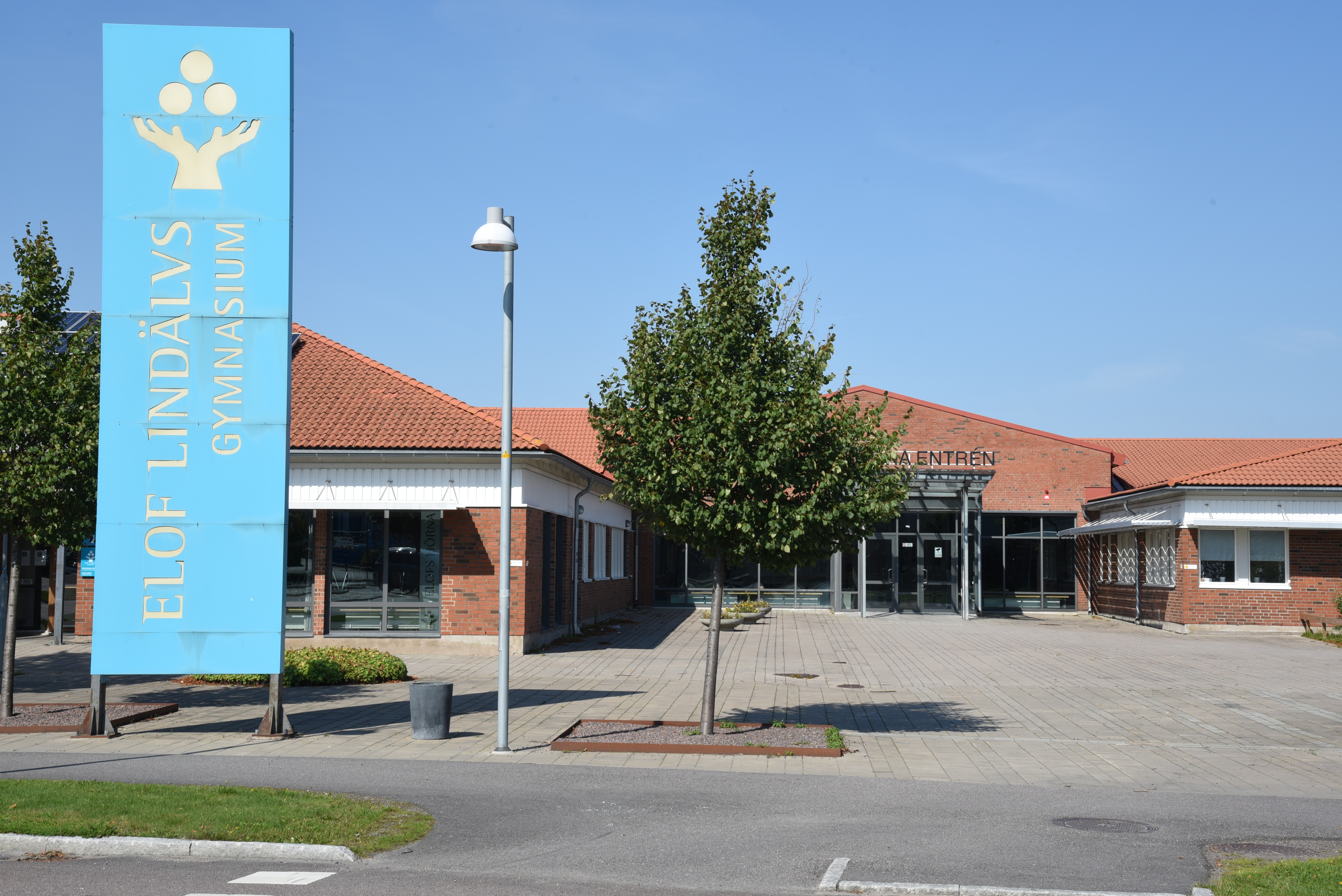
Elof Lindälvs gymnasium.

Elof Lindälvs gymnasium är en av två kommunala gymnasieskolor i Kungsbacka med ett flertal nationella program. Gymnasiet ligger i centrala Kungsbacka nära köpcentret Kungsmässan. 2008 var skolan nyinvigd, nyrenoverad och ombyggd med moderna och pedagogiskt anpassade lokaler för såväl yrkes- som studieförberedande program. På skolan finns nio nationella program och två specialutformade program. I skolans lokaler ryms också en gymnasiesärskola som bedriver utbildning på tre nationella program. Gymnasiet är uppkallat efter hembygdsforskaren Elof Lindälv.
Skolans nationella program är elprogrammet, fordonsprogrammet, handel och administration, hotell och restaurang, individuella programmet, industriprogrammet, naturvetenskap, samhällsvetenskap, ekonomi och teknikprogram. De två specialutformade programmen är bilelektronik och mekatronik. Inom gymnasiesärskolan bedrivs utbildning på programmen handel och administration, hotell och restaurang samt park, miljö och fastighet.
Elof Lindälv föddes 1887 i Älvsåker på släktgården Lindströmsgården och blev, så när som på tre månader, 100 år gammal. Under sitt långa liv var han mycket aktiv inom hembygdsforskningen och han var en av de drivande krafterna bakom grundandet av Nordhallands Hembygdsförening. Elof Lindälv var till yrket lärare och han blev sedermera, tack vare sitt forskande och författarskap, utnämnd till hedersdoktor. Speciellt känd är kanske Lindälv för sin stora kunskap inom fornforskning och arkeologi. Han gav ut närmare 250 tryckta skrifter under åren 1917-1977. 1979 tog Elof Lindälv själv det första spadtaget för det som skulle bli föregångaren till dagens nyrenoverade gymnasium.
Den 19 maj 2009 sattes ett Guinessrekord på skolan. 432 elever och personal slog rekord i ”spoonlaying”.